# إحصائيات رسمية

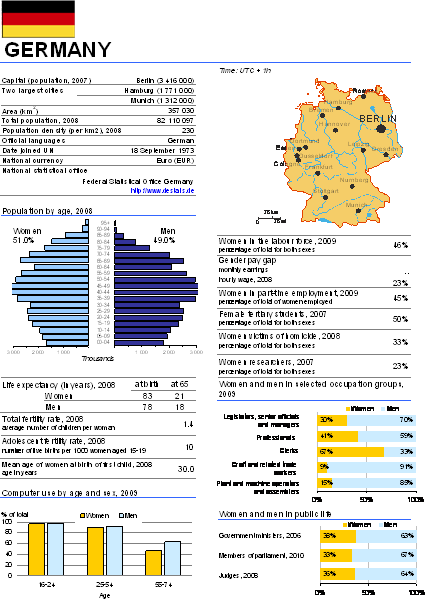

الإحصائيات الرسمية هي إحصائيات تُصدرها المؤسسات الحكومية أو مؤسسات عمومية أخرى كالمنظمات الدولية. تشمل هذه الإحصائيات عدة مجالات مثل تعداد السكان، الكثافة السكانية، نسب البطالة وغيرها.